# 프로이센의 국장
프로이센 왕국의 국장의 기원은 튜턴 기사단령의 국장이다. 튜턴 기사단의 깃발은 백색 바탕에 흑색 십자가로 구성되어 있다. 1229년 프리드리히 2세 황제는 그동안 신성 로마 제국이 점유해왔던 검은 독수리 문장에 대한 권리를 프로이센도 사용하는 것을 허락하였다. 프로이센은 1947년 프로이센 자유주 시절까지 검은 독수리 문장을 사용하였다.

## 중세 후기와 근대 초기의 프로이센

튜턴 기사단의 문장 (1410년)
1450년 이후 왕령 프로이센의 문장
프로이센 공국의 문장 (1525년 ~ 1633년)
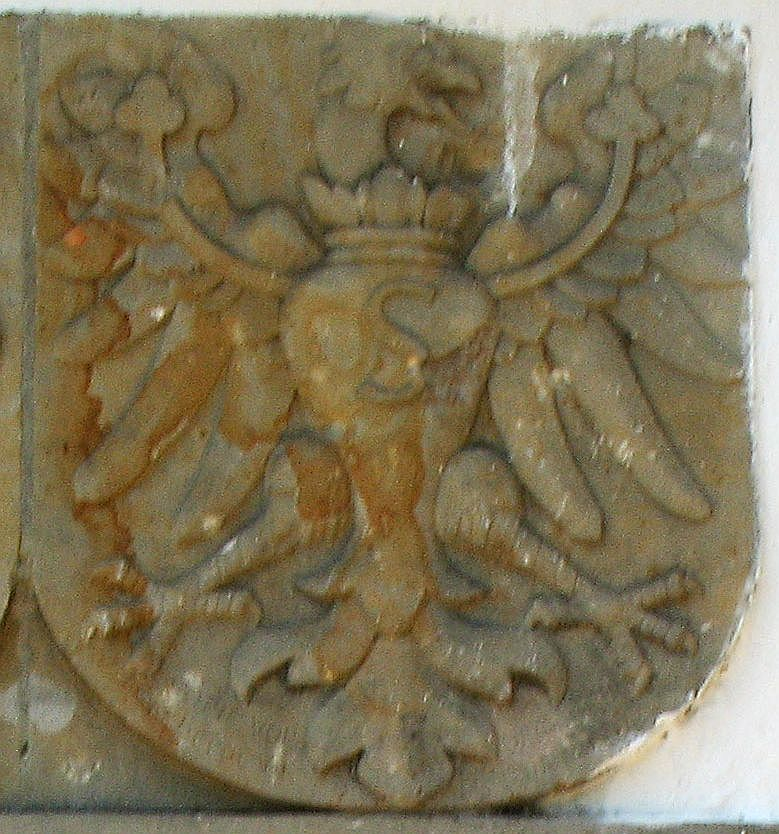
프로이센 공국의 문장 (1545년)

## 프로이센 왕국

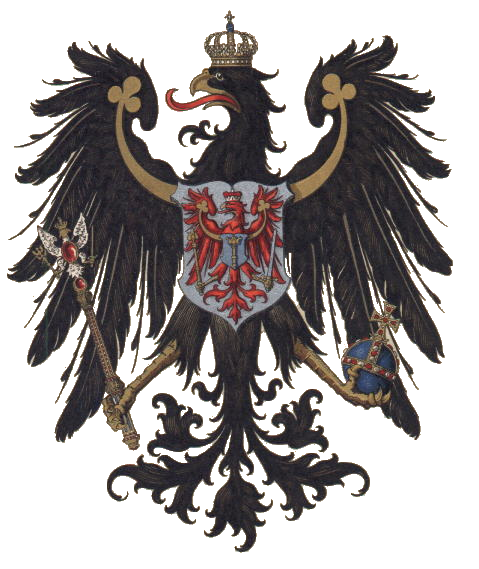
브란덴부르크 선제후의 약식 문장 (1686년)
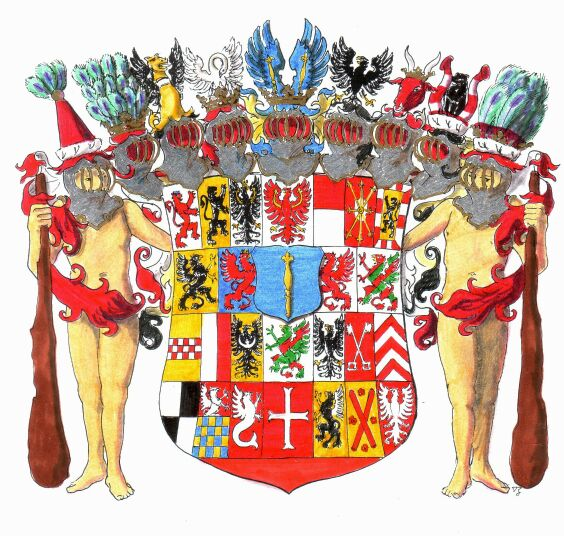
브란덴부르크 선제후의 문장 (1686년)
프로이센 문장 (1702년)
프로이센 왕실 문장 (1709년)

1701년 1월 27일 프리드리히 1세 국왕은 브란덴부르크 선제후 시절부터 사용해온 자신의 문장을 개정하였다. 브란덴부르크 선제후 시절의 문장은 하얀색 배경에 붉은색 독수리가 들어간 형태였다. 프리드리히 1세는 이를 왕관을 쓴 검은 독수리로 바꾸면서, 가슴에는 라틴어로 프리드리히 국왕을 뜻하는 ‘Fridericus Rex’의 약어인 ‘FR’이 들어가게 하였다.

## 같이 보기
- 독일의 국장
- 오스트리아의 국장
- 프로이센의 국기
- 철십자
- 흑수리 훈장
- 적수리 훈장